# Tríkeri
Tríkeri är en ort i Grekland.   Den ligger i prefekturen Nomós Magnisías och regionen Thessalien, i den centrala delen av landet, 140 km norr om huvudstaden Aten. Tríkeri ligger 219 meter över havet och antalet invånare är 1 182.
Terrängen runt Tríkeri är huvudsakligen kuperad, men åt sydost är den platt. Havet är nära Tríkeri västerut. Närmaste större samhälle är Artemísio, 16,4 km sydost om Tríkeri. 